# Isuzu Giga

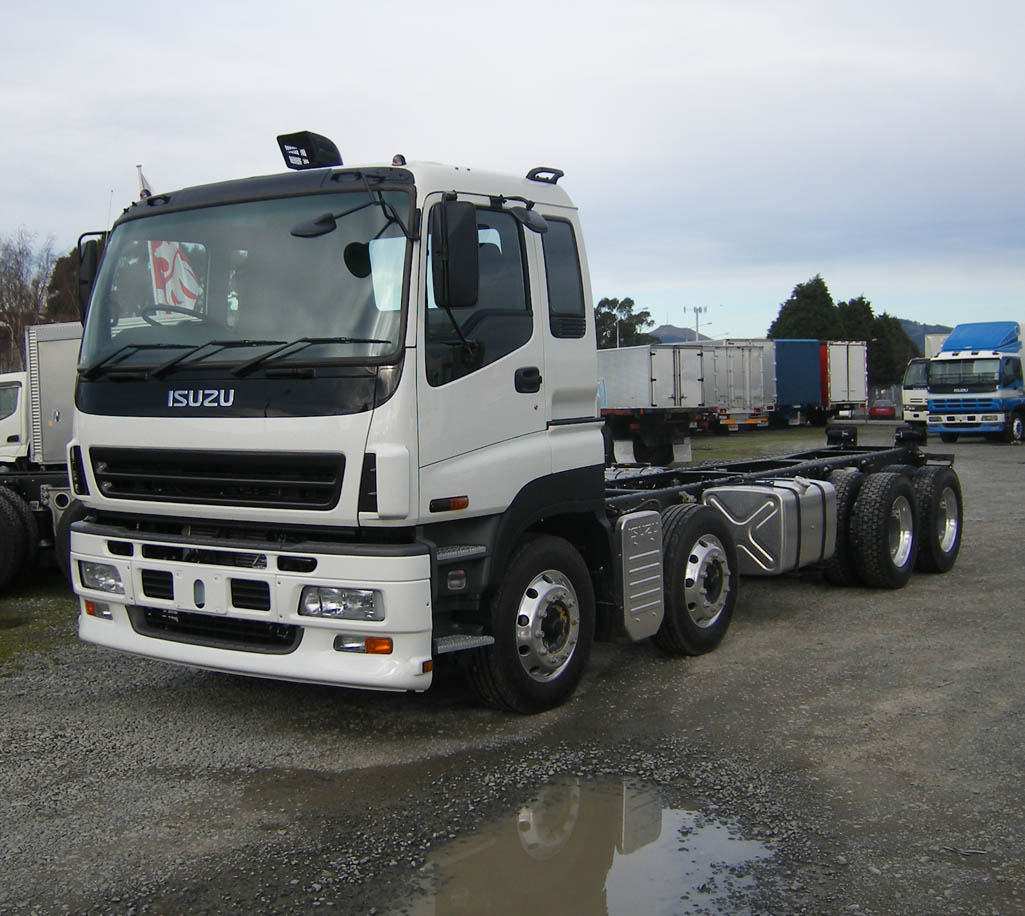
Isuzu CYJ460R Generation 1

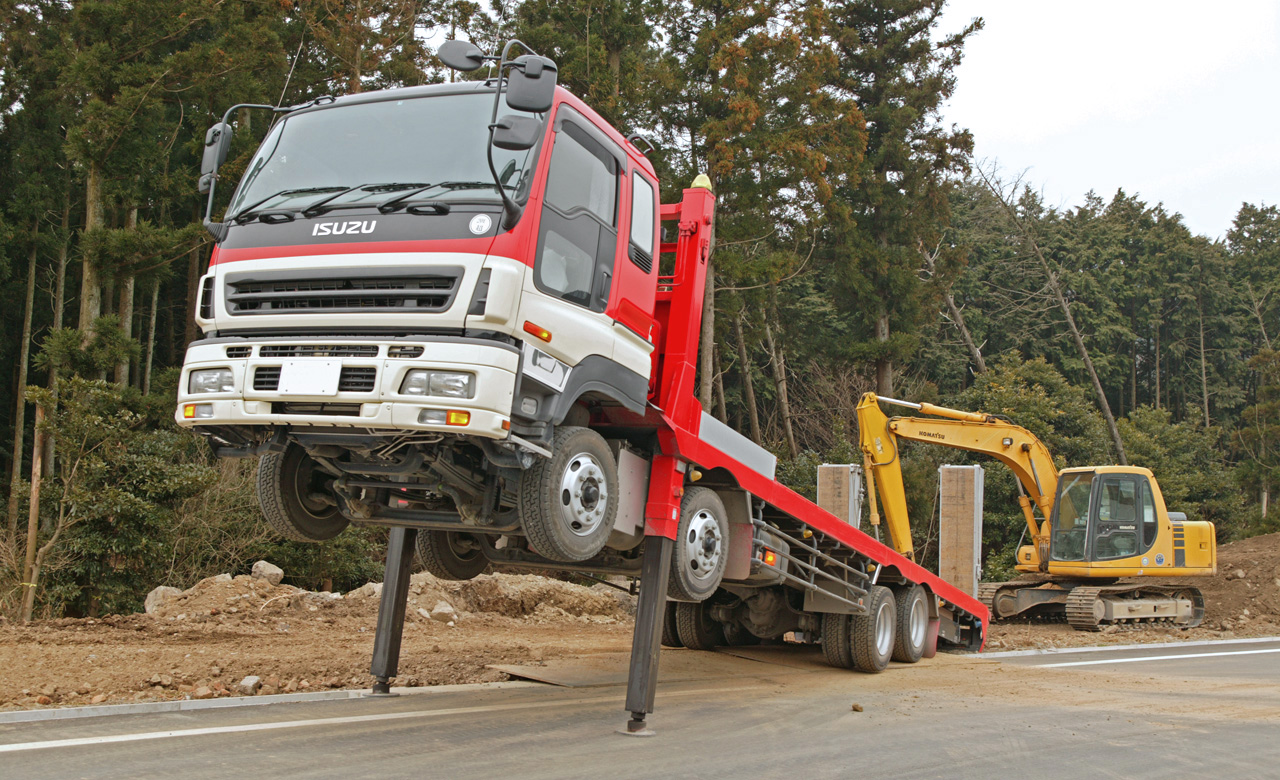
Isuzu Giga Generation 1 mit zwei Vorderachsen

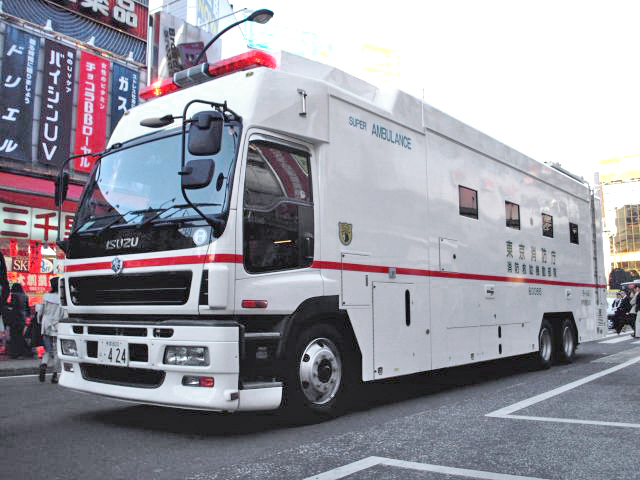
Isuzu Giga Generation 1 Ambulanzfahrzeug

Der Isuzu Giga, außerhalb Japans, beispielsweise in Neuseeland als Isuzu C-Serie (Comfort) bzw. Isuzu E-Serie, (Economic) angeboten, ist eine Lastkraftwagen-Modellreihe des japanischen Automobilproduzenten Isuzu. Sie wurde 1994 eingeführt. Die Reihe hieß auch Isuzu Heavy-Duty Truck.
Die schwereren Lkw-Modelle tragen ein Emblem mit der Bezeichnung Giga und CXZ auf dem Kühlergrill, hinten findet sich üblicherweise nur die Aufschrift Isuzu.
In Japan, im asiatisch-pazifischen Raum, im Nahen Osten, in Afrika und in Amerika sind die wichtigsten Wettbewerber der Mitsubishi Fuso Super Great, der Nissan Diesel Quon, der Nissan Diesel Big Thumb und der Hino Profia.

## Technik
Zum Marktstart Ende 1994 standen Dieselmotoren mit acht, zehn und 12 Zylindern mit Leistungen von 154 kW (210 PS) bis 243 kW (331 PS) zur Verfügung. Ab 2003 war auch aufgeladener ein 6-Zylinder-Common-Rail-Diesel mit einer Leistung von 232 kW  (316 PS) und einem Drehmoment von 2059 Nm bei 1100/min im Angebot (Motor SiTEC 425 in den Modellen Giga 425 EXY und Gigamax 425 EXY); er erfüllte die Euro III-Abgasbestimmungen und war mit einem 18-Gang Getriebe von Eaton kombiniert. 2010 erfüllen die Sitec-Motoren die Euro V-Anforderung. 2013 werden die LKW mit bis zu 15,7 Litern Hubraum und 390 kW (530 PS) angeboten, die ebenso die Euro 5-Abgasanforderungen erfüllen.
2015 erschien die zweite Generation mit einem 9,8 Liter-Motor mit 243 kW. 2016 erschien eine 7,8 Liter-Version mit 250 kW (340 PS). Weiterhin werden auf dem asiatischen Markt auch die 15,6-Liter 6WG1-Dieselmotoren mit 420 und 460 PS nach Euro 3-Standard angeboten. Die Kraftübertragung erfolgt mit Schaltgetrieben mit sieben oder sechzehn Gängen; mit 16 Gängen ist auch ein automatisiertes Getriebe erhältlich. Darüber hinaus werden sie inzwischen mit ABS ausgestattet. Die Sitze werden von Isringhausen hergestellt.

## Modellpalette C-Serie
- CVR (4×2)
- CXM (6×2)
- CYM (6×2), zul. Gesamtgewicht: 20 t
- CYL (6×2), zul. Gesamtgewicht: 20 t
- CXG (6×2 mit zwei Vorderachsen)
- CXE (6×2 mit zwei Vorderachsen)
- CYG (6×2 mit zwei Vorderachsen), zul. Gesamtgewicht: 20 t
- CYE (6×2 mit zwei Vorderachsen), zul. Gesamtgewicht: 20 t
- CXZ (6×4)
- CYR, mit magnetischem Retarder), zul. Gesamtgewicht: 55 t (Neuseeland 2013)[9]
- CYZ (6×4), zul. Gesamtgewicht: 20 t
- CYY (6×4), zul. Gesamtgewicht: 20 t
- CVZ (Niederflur 6×4), zul. Gesamtgewicht: 18 t
- CXZ-J (Niederflur 6×4)
- CYZ-J (Niederflur 6×4), zul. Gesamtgewicht: 20 t
- CYY-J (Niederflur 6×4), zul. Gesamtgewicht: 20 t
- CXH (Niederflur 8×4)
- CYH (Niederflur 8×4), zul. Gesamtgewicht: 20 t
- CYJ (Niederflur 8×4, Automatik[9], zul. Gesamtgewicht: 20 t (55 t in Neuseeland 2013[9])

### Modellpalette E-Serie
- EXR (4×2)
- EXD (4×2)
- EXZ (6×4)
- EXY (6×4)